# Konservatīvie
Konservatīvie (gegründet als Jaunā konservatīvā partija – JKP, deutsch „Neue Konservative Partei“) ist eine konservative und pro-westliche Partei in Lettland.

## Geschichte
Die Partei wurde im Mai 2014 von Jānis Bordāns gegründet, der zuvor Abgeordneter der rechtskonservativen Nacionālā apvienība (NA) und von 2012 bis 2014 Justizminister in der Regierung Dombrovskis gewesen war. Konservatīvie positioniert sich weiter in der politischen Mitte als die NA.
Bei der Europawahl 2014 war die JKP noch nicht angetreten. Bei der Parlamentswahl 2014 konnte die Partei noch nicht überzeugen und kam auf lediglich 0,7 % der Wählerstimmen und konnte kein Mandat erringen.
Bei der Parlamentswahl im Oktober 2018 wurde die JKP mit 13,6 % der Stimmen und 16 der 100 Sitze im Saeima drittstärkste Kraft. Seit Januar 2019 ist sie Teil der Koalitionsregierung unter Krišjānis Kariņš. In dessen Kabinett stellte die Partei zunächst drei Minister: Ilga Šuplinska (Bildung und Wissenschaft), Tālis Linkaits (Verkehr) und Jānis Bordāns (Justiz). Seit einer Regierungsumbildung im Juni 2021 stellt die JKP mit Gatis Eglītis zudem den Sozialminister. In diesem Zusammenhang wurde auch Ilga Šuplinska von ihrer Parteikollegin Anita Muižniece abgelöst.
Im Vorfeld der nächsten Parlamentswahl wurde 2022 der Parteiname auf Konservatīvie verkürzt. Die Wahl am 1. Oktober desselben Jahres endete allerdings im Desaster. Nur noch 28.270 Wähler (3,09%) entschieden sich für die Partei, die damit deutlich an den 5%-Hürde scheiterte und nicht mehr im Parlament vertreten ist.

## Inhaltliches Profil
Das Programm der Partei ist vorwiegend auf Korruptionsbekämpfung ausgerichtet. Zwei prominente Kandidaten der Partei, Juta Strīķe und Juris Jurašs, waren vor ihrem Wechsel in die Politik im Jahr 2017 Beamte beim Büro für Korruptionsverhütung und -bekämpfung (KNAB). Die Partei will das KNAB, die Sicherheitspolizei und das Büro für Verfassungsschutz zu einer nationalen Sicherheitsbehörde fusionieren, die Korruption und andere Gefahren für die nationale Sicherheit bekämpfen soll. Zudem fordert die JKP die Schließung von Spielhallen, ein Verbot von Kurzzeitkrediten, Erhöhung des Mindestlohns (auf 500 € pro Monat), von Ärztegehältern (auf 1700 € pro Monat) und des Kindergelds. Die Staatsausgaben für Wissenschaft und Forschung sollen auf 1,5 % des Bruttoinlandsprodukt steigen. Im Gegenzug will sie den Anteil der Beschäftigten im öffentlichen Dienst auf 30 % und die Zahl der Ministerien von 13 auf 8 reduzieren.

## Wahlergebnisse
| Jahr | Stimmen | Anteil | Mandate | Platz |
| ---- | ------- | ------ | ------- | ----- |
| 2014 | 6.389   | 0,7 %  | 0/100   | 10.   |
| 2018 | 114.694 | 13,6 % | 16/100  | 3.    |
| 2022 | 28.270  | 3,1 %  | 0/100   | 13.   |

| Jahr | Stimmen | Anteil | Mandate | Platz |
| ---- | ------- | ------ | ------- | ----- |
| 2014 | —       | —      | 0/8     | —     |
| 2019 | 20.595  | 4,4 %  | 0/8     | 8.    |
| 2024 | 7.776   | 1,5 %  | 0/8     | 13.   |